# João José de Moura Magalhães

## Biografia
Foi presidente das províncias da Paraíba, de 12 de dezembro de 1838 a 17 de março de 1839, do Maranhão por três vezes, de 17 de maio a 4 de outubro de 1844, de 23 de outubro a 14 de dezembro de 1844 e de 17 de novembro de 1845 a 4 de abril de 1846, e da Bahia, de 21 de setembro de 1847 a 14 de abril de 1848.
Recebeu a comenda da Imperial Ordem de Cristo por decreto de 18 de julho de 1841.
Foi nomeado desembargador da Relação de Pernambuco por decreto de 21 de junho de 1845, mas não assumiu o cargo. Foi transferido para a Relação da Bahia em 5 de setembro de 1846. 
Agraciado com o título de conselheiro de Sua Majestade em 25 de março de 1849.
Faleceu vítima da epidemia de febre amarela que assolava o Rio de Janeiro, para onde se deslocara a fim de assumir seu mandato como deputado à Assembleia Geral. Seu corpo foi sepultado na igreja do Mosteiro de São Bento, no Rio de Janeiro. Assumiu a vaga na Assembleia o suplente José Ferreira Souto.
Foi casado com Laurentina Constança Tavares de Moura, a quem deixou viúva.